# Proprioseiopsis lineatus
Proprioseiopsis lineatus är en spindeldjursart som först beskrevs av Wu och Lan 1991.  Proprioseiopsis lineatus ingår i släktet Proprioseiopsis och familjen Phytoseiidae. Inga underarter finns listade i Catalogue of Life.